# Хаджибаронов, Сергей Павлович
Серге́й Па́влович Хаджи́баронов (14 сентября 1928, Москва — 17 апреля 1994, там же) — советский и русский архитектор, инженер-конструктор и художник. Заслуженный архитектор РСФСР (1981), Заслуженный деятель культуры Польши (1983).

## Биография

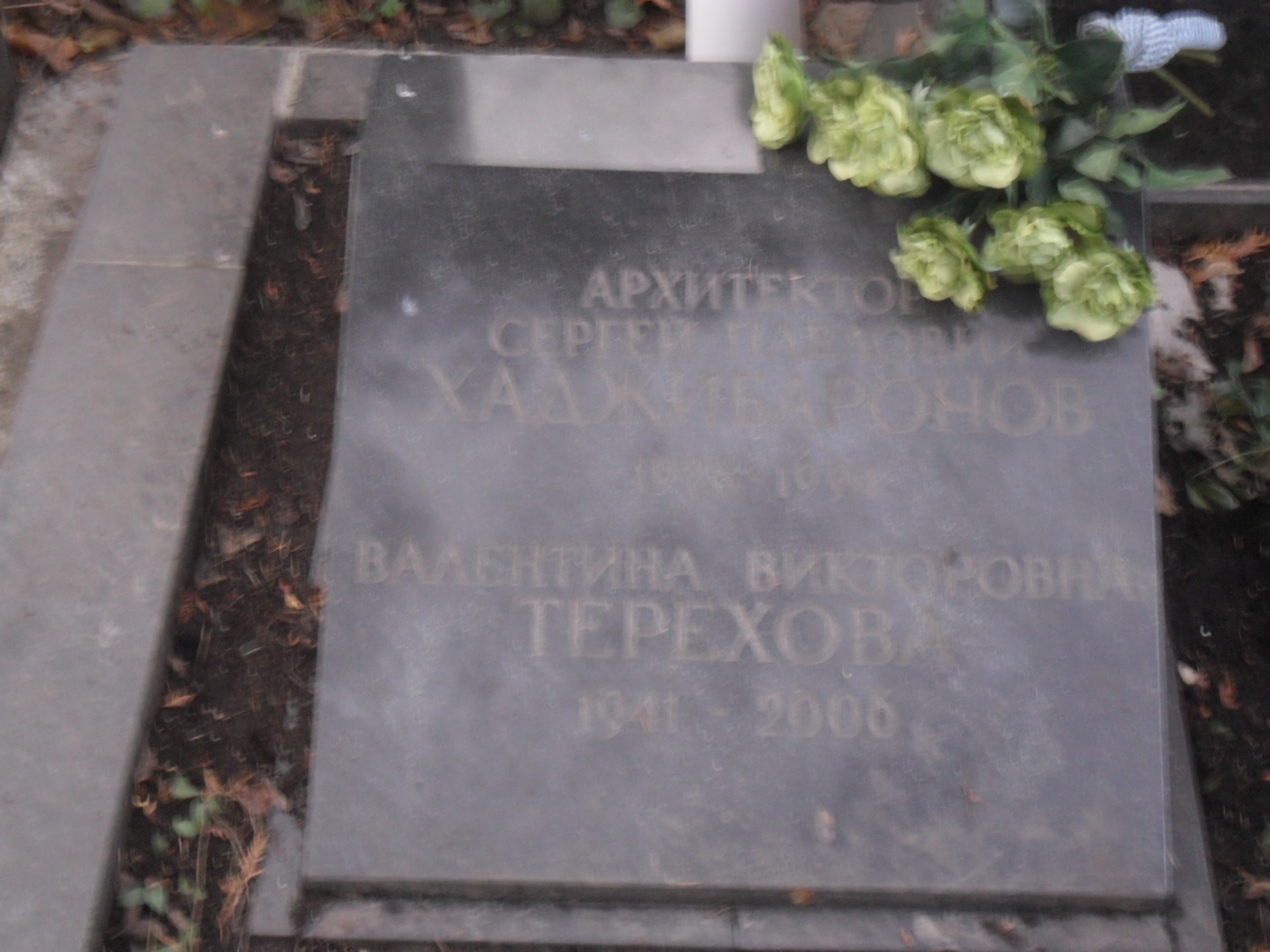
Могила Сергея Хаджибаронова на Новодевичьем кладбище Москвы.

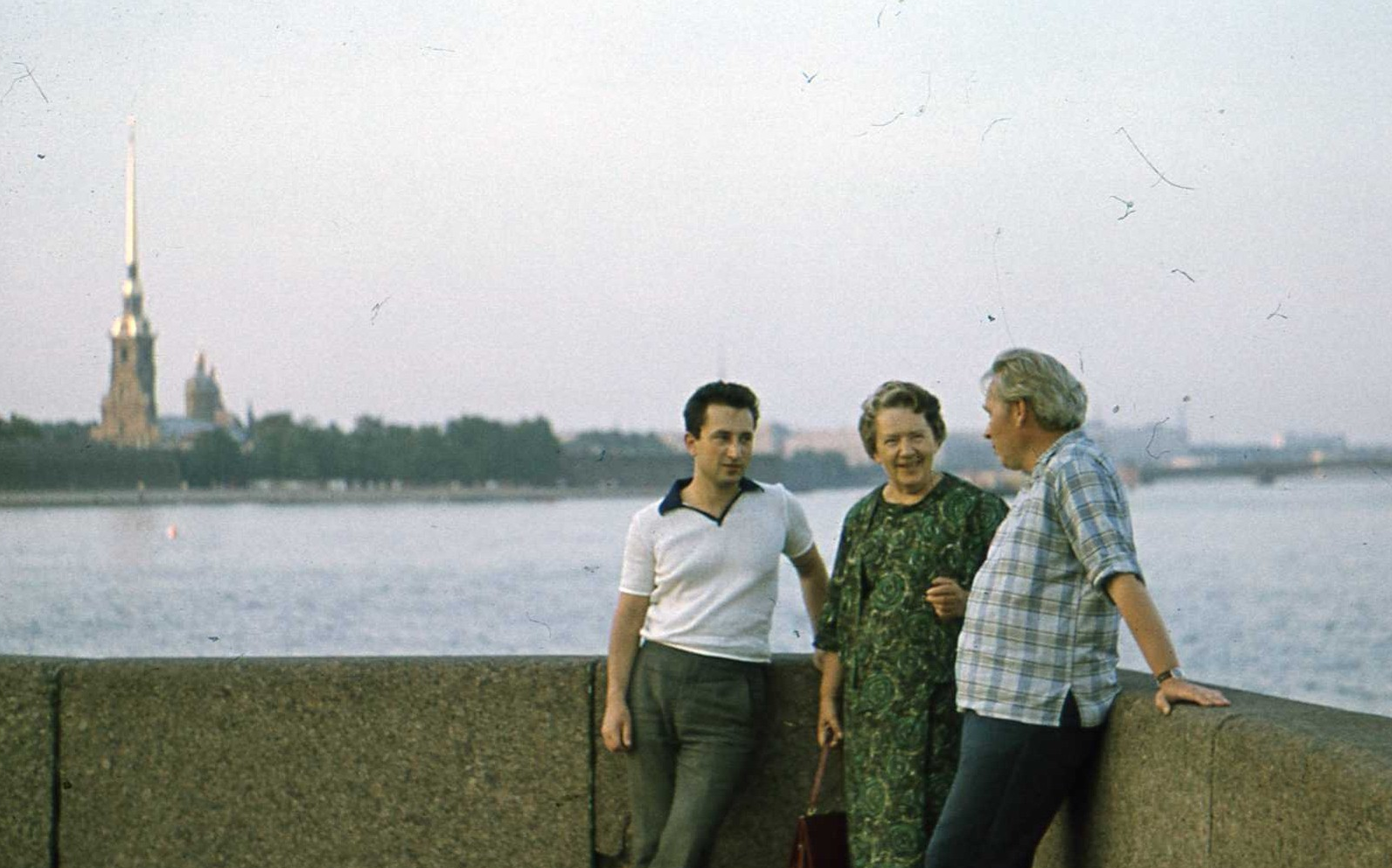
Вера Кетлинская с сыном и Сергеем Хаджибароновым. Ленинград, 1971

Сергей Хаджибаронов родился в 1928 году в Москве. Жил на ул. Неждановой (ныне Брюсов переулок). В 1951 году окончил строительный факультет (промышленное и гражданское строительство) Строительного института Моссовета по специальности «инженер-строитель», в 1955 году — Московский архитектурный институт по специальности «архитектор».
Член Союза архитекторов СССР (после 1991 года — Союза архитекторов России), входил в состав правления Союза архитекторов СССР.
В 1955—1970 годах работал в Военпроекте Министерства Обороны СССР. В 1970—1994 годах — в Моспроекте 4.
В 1982 году был удостоен Премии Совета Министров СССР за участие в планировке и строительстве здания Пресс-центра «Олимпиады-80» (ныне здание РИА-Новости) на Зубовском бульваре.
Считал себя учеником архитектора А. А. Заварзина (1900—1980) и В. Е. Асса (1911—1987). Работал с ведущими скульпторами СССР и Российской Федерации, такими как Михаил Аникушин, Юрий Орехов, Лев Кербель.
Некоторые работы Хаджибаронова были утрачены или остались незаконченными во времена перестройки и распада СССР, как, например, памятник В. И. Ленину (скульптор В. В. Глебов, архитекторы С. П. Хаджибаронов и В. Н. Фурсов, установка остановлена в 1989), мемориальная доска К. У Черненко (скульптор Кербель Л. Е., открыта в ноябре 1985, демонтирована в конце 1980-х) на доме по ул. Большая Бронная, где он жил.
Дружил и вел активную переписку с Верой Кетлинской.
Скончался в 1994 году, похоронен в Москве на Новодевичьем кладбище.

## Основные работы

### Монументальные работы

#### Памятники

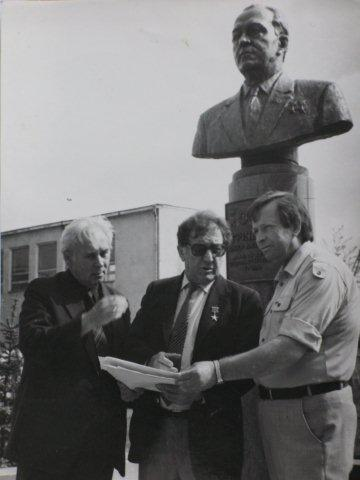
Установка бюста В. В. Гришину в Серпухове. Авторы (слева — Хаджибаронов С. П., в центре — скульптор Кербель Л. Е.), 1985

- 1961 — Памятник генералу Карбышеву в г. Омск
- 1967 — Комплекс памятник «Героям битвы под Москвой» в г. Яхрома Московской области (как инженер-конструктор).[6]
- 1968 — Памятник авиаконструктору Лавочкину в г. Москва
- 1970 — Памятник воинам-десантникам в Калужской области
- 1970 — Памятник Ленину (скульптор Николай Томский), Таганрог
- 1971 — Памятник Юрию Гагарину в Звездном городке
- 1973 — Мемориал «Героям-панфиловцам» у разъезда Дубосеково (как инженер-конструктор).
- 1973 — Монумент героям Великой Отечественной войны в г. Балашиха (как инженер-конструктор).[7]
- 1976 — Памятник воинам, погибшим в Великой Отечественной войне г. Абакан (Хакасия)
- 1976 — Памятник Герою Советского Союза О. И. Городовикову в Элисте
- 1976 — Памятник Герою Советского Союза летчику-космонавту Виктору Пацаеву в г. Актобе, Казахстан
- 1982 — Бюст дважды герою Социалистического Труда Кузнецову В. В., в городе Семенов Горьковской области. Скульптор Кербель Л. Е.
- 1983 — Памятник советско-польскому братству по оружию в г. Рязань
- 1983 — Памятник Ленину В. И. в г. Актобе, Казахстан. Скульптор Щербаков Н. А.[8]
- 1983 — Бюст дважды герою Социалистического Труда Черненко К. У., Красноярск (снесен в 1990[9], позднее восстановлен в Новосёлово).[10] Скульптор Кербель Л. Е.
- 1985 — Памятник Ленину В. И. в г. Анапе (как инженер-конструктор)[11]
- 1985 — Бюст дважды герою Социалистического Труда Гришину В. В. в г. Серпухов. Скульптор Кербель Л. Е.
- 1985 — Памятник воинам 9-й дивизии народного ополчения г. Москвы (Кировский-Москворецкий район) г. Ельня. Скульптор Кирюхин О. С.[12]
- 1987 — Бюст дважды герою Социалистического Труда Кочарянцу С. Г. в Гавар (Армения). Скульптор Мурадян Р. Х.
- 1989 — Памятник скульптору Мухиной В. И. в Москве. Скульптор Аникушин М. К.
- 1992 — Памятник Васнецовым в г. Кирове. Скульптор Орехов Ю. Г.[13]
- 1994 — Памятник Суворову А. В. в ст. Ленинградская, Краснодарский край. Скульптор Мурадян Р. Х.

Некоторые монументальные работы
Памятник В. И. Мухиной на ул. Пречистенка, 1989 (скульптор М.К.Аникушин).
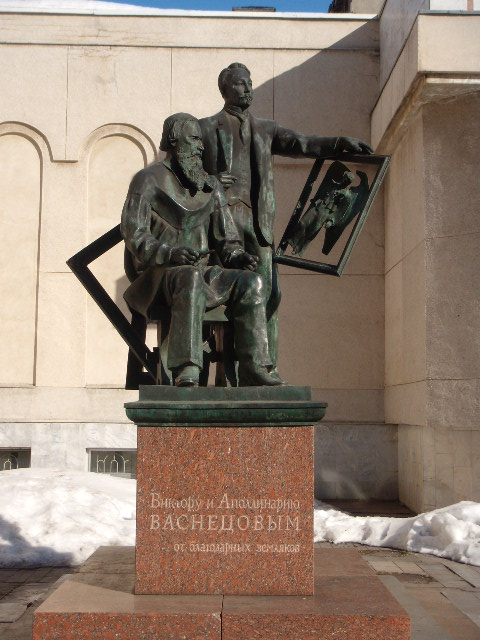
Памятник Васнецовым в городе Киров, 1992 (скульптор Ю.Г.Орехов)
Памятник В. В. Гришину, 1984 (скульптор Л.Е.Кербель)

#### Надгробия
- 1985 — Памятник Генеральному секретарю ЦК КПСС К. У. Черненко на Красной площади. Скульптор Кербель Л. Е.[14]

Среди архитектурных работ также мемориальные памятники академику Евгению Тарле, авиаконструктору Александру Яковлеву, актёру Андрею Миронову, хоккеисту Валерию Харламову.

#### Мемориальные доски
- 1986 — ученому Александру Целикову на Рязанском проспекте, 8-а.
- 1987 — актёру Иосифу Туманову на ул. Немировича-Данченко, 5/7. Скульптор Кербель Л. Е.
- 1989 — актрисе Софье Гиацинтовой на ул. Неждановой, 12. Скульптор Ненашева А.
- 1990 — поэту Борису Пастернаку в Переделкино
- 1991 — Мусе Джалилю в Столешниковом переулке, Москва. Скульптор Тюренков А. А.[15]
- 1991 — актёру Андрею Миронову на ул. Петровка, Москва. Скульптор Орехов Ю. Г.[15]
- 1991 — актёру Анатолию Папанову на ул. Спиридоновке, 8, Москва[16]
- 1992 — маршалу Жукову на здании Министерства Обороны, Москва. Скульптор Орехов Ю. Г.[15]
- 1985 — Константину Черненко на Большой Бронной, Москва. Скульптор Кербель Л. Е. (доска демонтирована)

### Здания и сооружения
- 1964—1967 — Проектирование и строительство комплекса Центрального военно-клинического госпиталя им. Мандрыка (ныне им. Вишневского) в Красногорском районе Московской области.
- 1968 — Комплекс центрифуги и мед службы в Звездном городке.
- 1973—1977 — Здание Российского Онкологического Научного Центра им. Н. Н. Блохина РАМН.[17]
- 1976—1979 — Здание Пресс центра Олимпиады 80 (позже АПН и РИА Новости) на Зубовском бульваре.
- 1984—1994 — Здание Института сердечно-сосудистой хирургии им. А. Н. Бакулева в г. Москве.

### Изобразительное искусство
Немалое влияние на Сергея Хаджибаронова как на художника оказали русские импрессионисты Остроумова-Лебедева, Бенуа, Бакст и другие художники из «Мира искусства», а также архитектор и художник Ноаковский. Работы Сергея Хаджибаронова находятся в частных коллекциях в России, Франции, Италии и Великобритании.
Любимой темой художника была архитектура Ленинграда и старых православных храмов и монастырей России.

Некоторые художественные работы
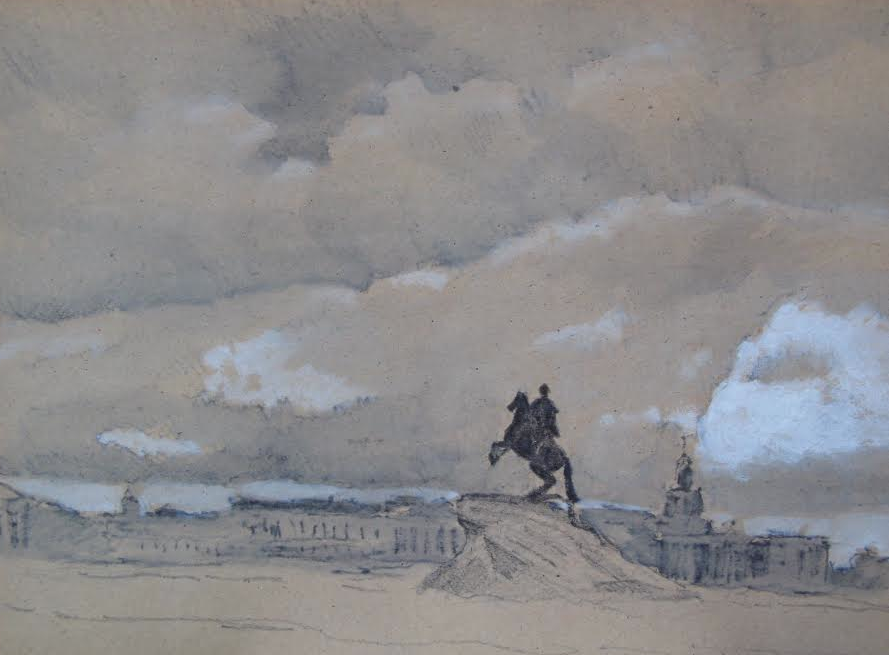
"Ленинград. Медный Всадник", 1985
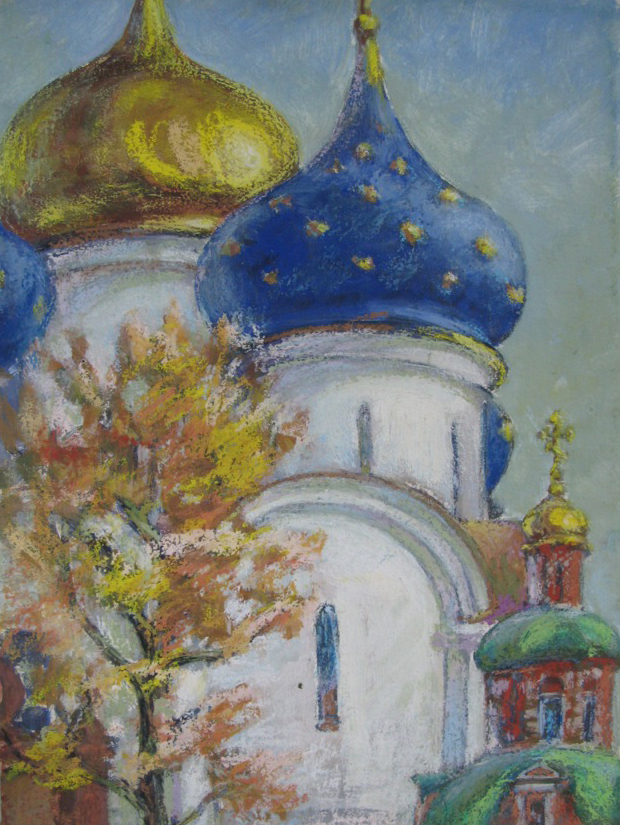
"Загорск", 1976
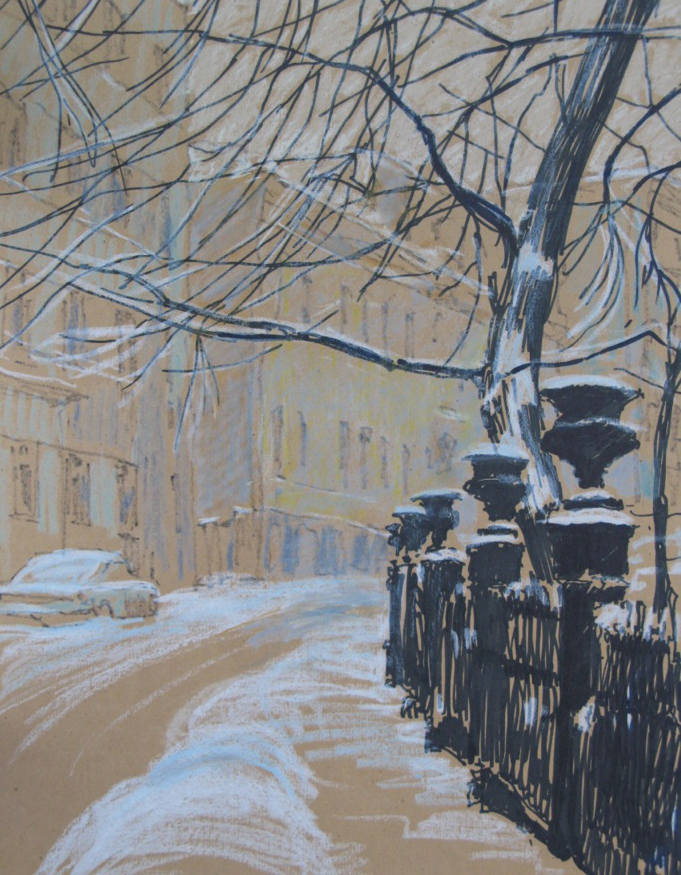
"Улица Неждановой", 1983
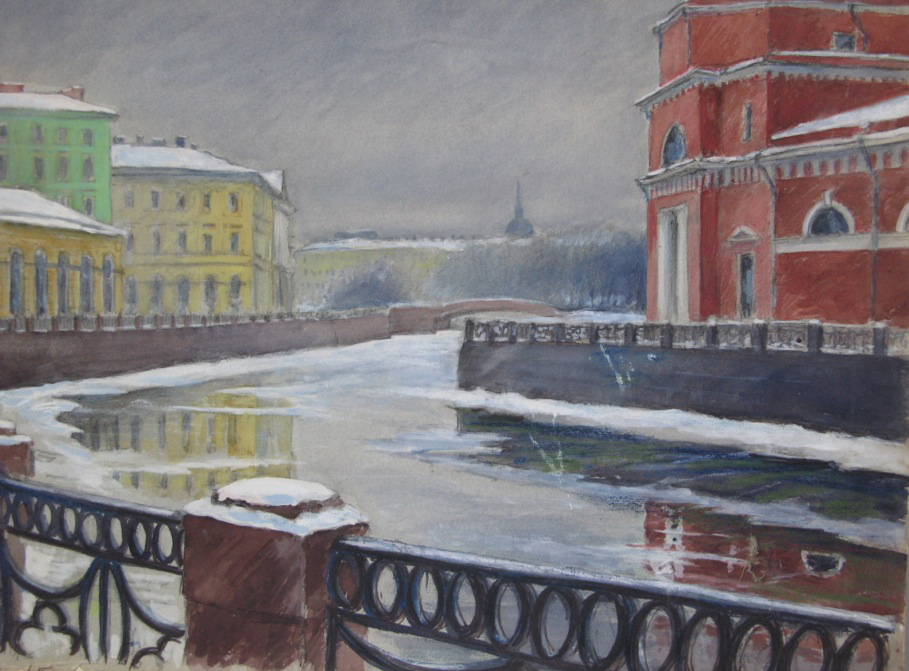
"Ленинградский канал" 1981
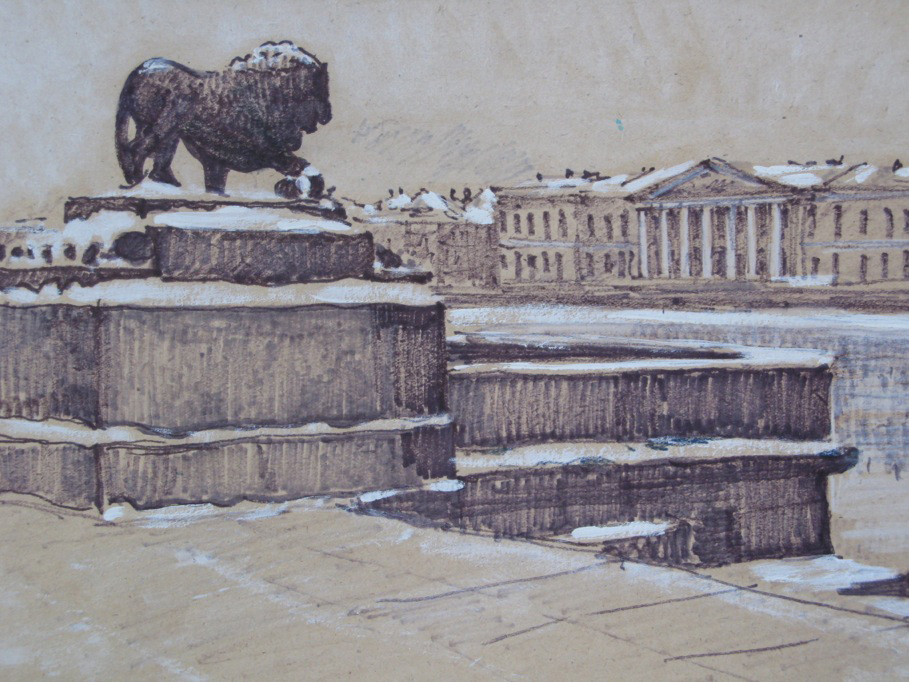
"Лев у Дворцового моста", 1986
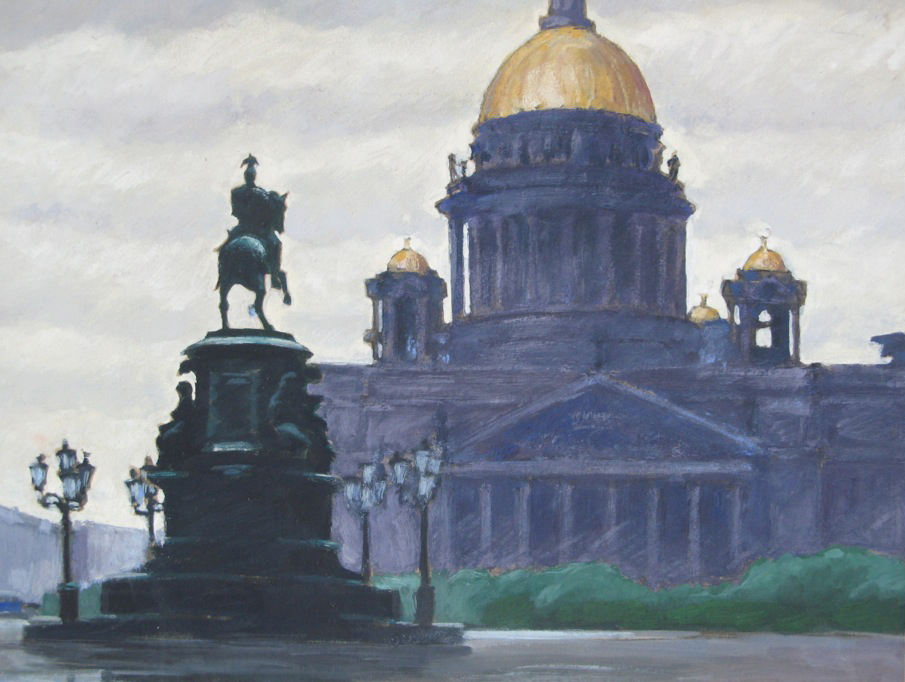
"Площадь Исаакиевского собора", 1978

## Награды и звания
- Заслуженный архитектор РСФСР (1981)
- Заслуженный деятель культуры Польши (1983)
- Лауреат Премии Совета Министров СССР (1982)[18]
- Лауреат премии Госстроя РСФСР (1958 и 1959)
- Лауреат премии Госстроя УССР (1963)